# Hamars flygplats, Stafsberg
Hamars flygplats, Stafsberg (norska: Hamar flyplass, Stafsberg) är en flygplats i Norge. Flygplatsen ligger vid gården Stafsberg, strax norr om Hamar i Hamars kommun i Innlandet fylke. Den öppnades 17 november 1950. Driftsutgifterna delades mellan Hamars kommun, Luftforsvaret och senare A/S Flytransport, A/S Helilift och Hedmark flyklubb. Det gick länge en daglig flygpostlinje mellan Hamar och Oslo.
Flygplatsen ligger i ett område med stabilt klimat och goda flygförhållanden. Den är också en av de få flygplatser i Norge som är öppen för nyttotrafik 24 timmar per dygn med undantag för söndagar och helgdagar.
Starka krafter lokalt önskar att lägga ner flygplatsen både för att reducera bullret i området och för att använda området till bostäder.